# Al-Qadr
Al-Qadr “O Decreto” (do árabe: سورة القدر) é a nonagésima sétima sura do Alcorão e tem 5 ayats.